# Death Valley (filme)
Death Valley (No Brasil, Pesadelo no Vale da Morte ) é um filme americano de 1982, dos gêneros suspense e terror, dirigido por Dick Richards.

## História
Uma família está em férias no Vale da Morte, Arizona, Estados Unidos, quando um psicopata começa a atacar pelo deserto. 

## Elenco
- Paul Le Mat --- Mike
- Catherine Hicks --- Sally
- Edward Herrmann --- Paul Stanton
- Stephen McHattie --- Hal
- Peter Billingsley --- Billy
- Wilford Brimley --- Xerife
- Jack O'Leary --- Earl
- Mary Steelsmith --- Babá